# Râul Bloaja, Cavnic
Râul Bloaja este un curs de apă, afluent al râului Cavnic.

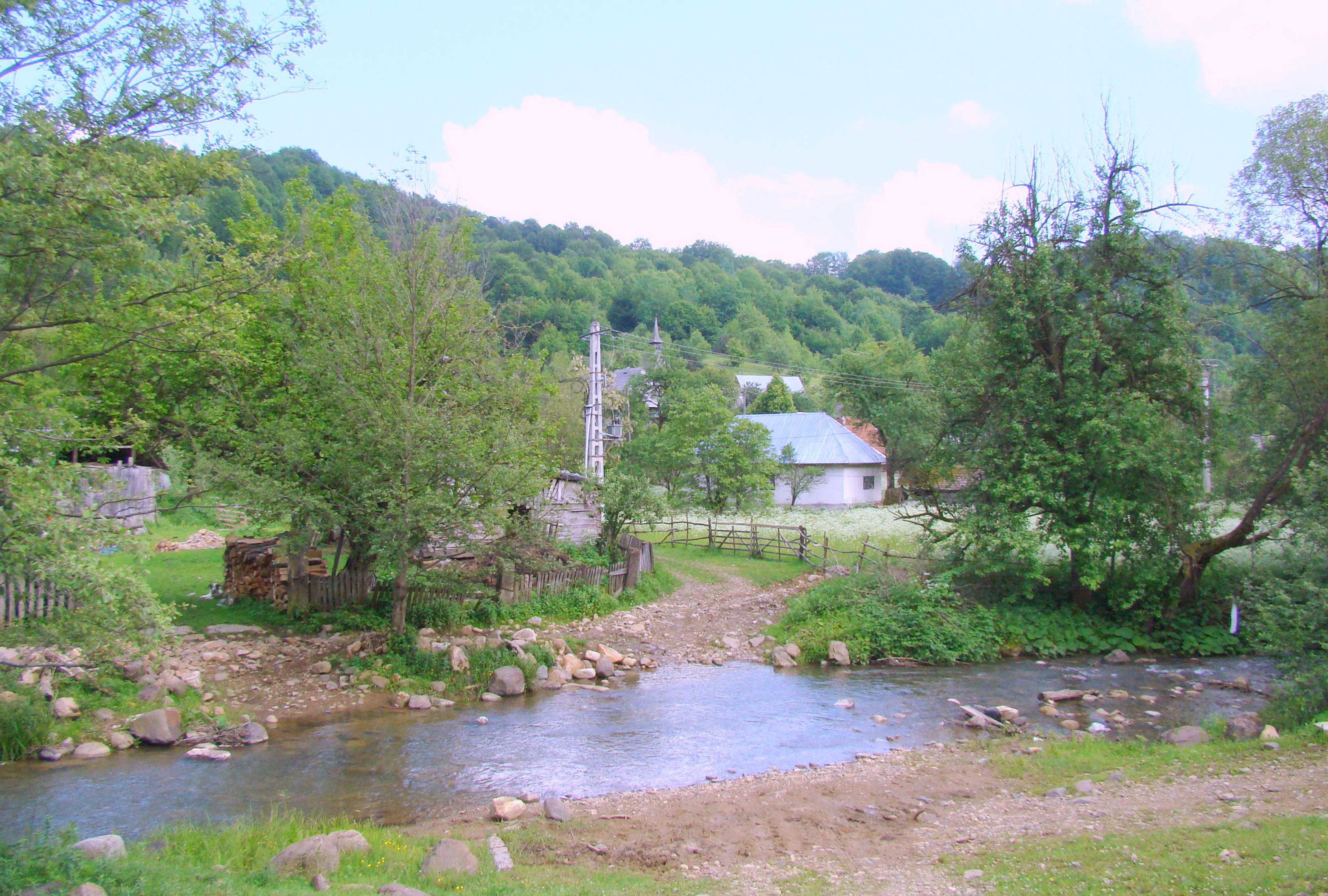
Râul Bloaja la Izvoarele

1. ↑  Geographic Names Server, 11 iunie 2018